# Санто Стефано — Кането
Санто Стефано — Кането је насеље у Италији у округу Асти, региону Пијемонт.
Према процени из 2011. у насељу је живело 148 становника. Насеље се налази на надморској висини од 236 м.